# Walkersville
Walkersville és una població dels Estats Units a l'estat de Maryland. Segons el cens del 2000 tenia 5.192 habitants.

## Demografia
Segons el cens del 2000, Walkersville tenia 5.192 habitants, 1.750 habitatges, i 1.412 famílies. La densitat de població era de 463 habitants per km².
Dels 1.750 habitatges en un 46,4% hi vivien nens de menys de 18 anys, en un 67,4% hi vivien parelles casades, en un 9,9% dones solteres, i en un 19,3% no eren unitats familiars. En el 15,3% dels habitatges hi vivien persones soles el 6,2% de les quals corresponia a persones de 65 anys o més que vivien soles. El nombre mitjà de persones vivint en cada habitatge era de 2,9 i el nombre mitjà de persones que vivien en cada família era de 3,23.
Per edats la població es repartia de la següent manera: un 30,5% tenia menys de 18 anys, un 7,3% entre 18 i 24, un 28,4% entre 25 i 44, un 23,1% de 45 a 60 i un 10,7% 65 anys o més.
L'edat mediana era de 36 anys. Per cada 100 dones de 18 o més anys hi havia 87,8 homes.
La renda mediana per habitatge era de 65.581 $ i la renda mediana per família de 69.476 $. Els homes tenien una renda mediana de 47.309 $ mentre que les dones 31.817 $. La renda per capita de la població era de 24.103 $. Entorn del 2,1% de les famílies i el 2,4% de la població estaven per davall del llindar de pobresa.

## Poblacions més properes
El següent diagrama mostra les poblacions més properes.